# Konstanty Matyjewicz-Maciejewicz
Konstanty Matyjewicz-Maciejewicz (né le 11 novembre 1890 à Nemyriv - mort le 25 novembre 1972 à Szczecin,) est un officier de marine russe et polonais.

## Biographie
Il est le fils de Ludwik, un lieutenant-colonel d'artillerie de l'armée impériale russe. En 1908 Konstanty termine le Corps des cadets de Poltava et entre dans le Corps des cadets de la Marine à Saint-Pétersbourg, il en sort diplômé trois ans plus tard et commence à servir sur le croiseur cuirassé Riourik, ensuite il est transféré sur le croiseur Aurore, puis il devient officier de navigation sur la canonnière Sivoutch (ru). En septembre 1915 il est envoyé à l'école de navigation sous-marine, en octobre 1916 il devient commandant en second du sous-marin AG-15 (АГ-15). Le 8 juin 1917 lors d'une plongée son navire coule à 27 mètres. L'aide tarde à venir, Matyjewicz accompagné de cinq hommes évacue le bâtiment, c'est un cas sans précédent[réf. souhaitée]. Après que le submersible ait subi des travaux Matyjewicz, prend son commandement, plus tard il est fait commandant du sous-marin AG-22. Après la fin de la guerre il travaille dans la marine marchande soviétique.
En 1921 il s'installe en Pologne. Le 1er février 1922 il prend le poste d'enseignant à l'école navale de Tczew. Quelques mois après il est transféré sur le navire-école Lwów (pl). En juillet 1922 il devient commandant en second de son unité et fin 1926 il en prend le commandement. En 1929 il est nommé commandant du voilier Dar Pomorza. Pendant le remorquage du Dar Pomorza de Saint-Nazaire au chantier naval de Nakskov, le bateau, alors sans possibilité de manœuvre, entre dans une zone de tempête et se libère au large de la Bretagne, ce n'est que grâce à l'expérience de Maciejewicz que le bateau est sauvé. Dans les années (1934/35) il organise et commande une croisière autour du monde. Le 1er mai 1939 il devient adjoint au directeur de l'Académie de la marine de guerre à Gdynia. Juste avant la guerre il succède au directeur mobilisé.
Lorsque la guerre éclate il ordonne d'évacuer le matériel et l'archive de l'académie. Le 25 septembre 1939 il est arrêté par la Gestapo et envoyé dans le Camp de concentration du Stutthof. Grâce aux démarches de sa femme il est libéré le 15 décembre et se réfugie chez sa famille à Varsovie. Il y travaille en tant qu'ouvrier jusqu'en 1944.
En 1945 il devient directeur de l'Académie de la marine de guerre, trois ans plus tard il part à Szczecin et y organise une école navale. Il prend sa retraite en 1962.
Konstanty Matyjewicz-Maciejewicz s'éteint le 25 novembre 1972.

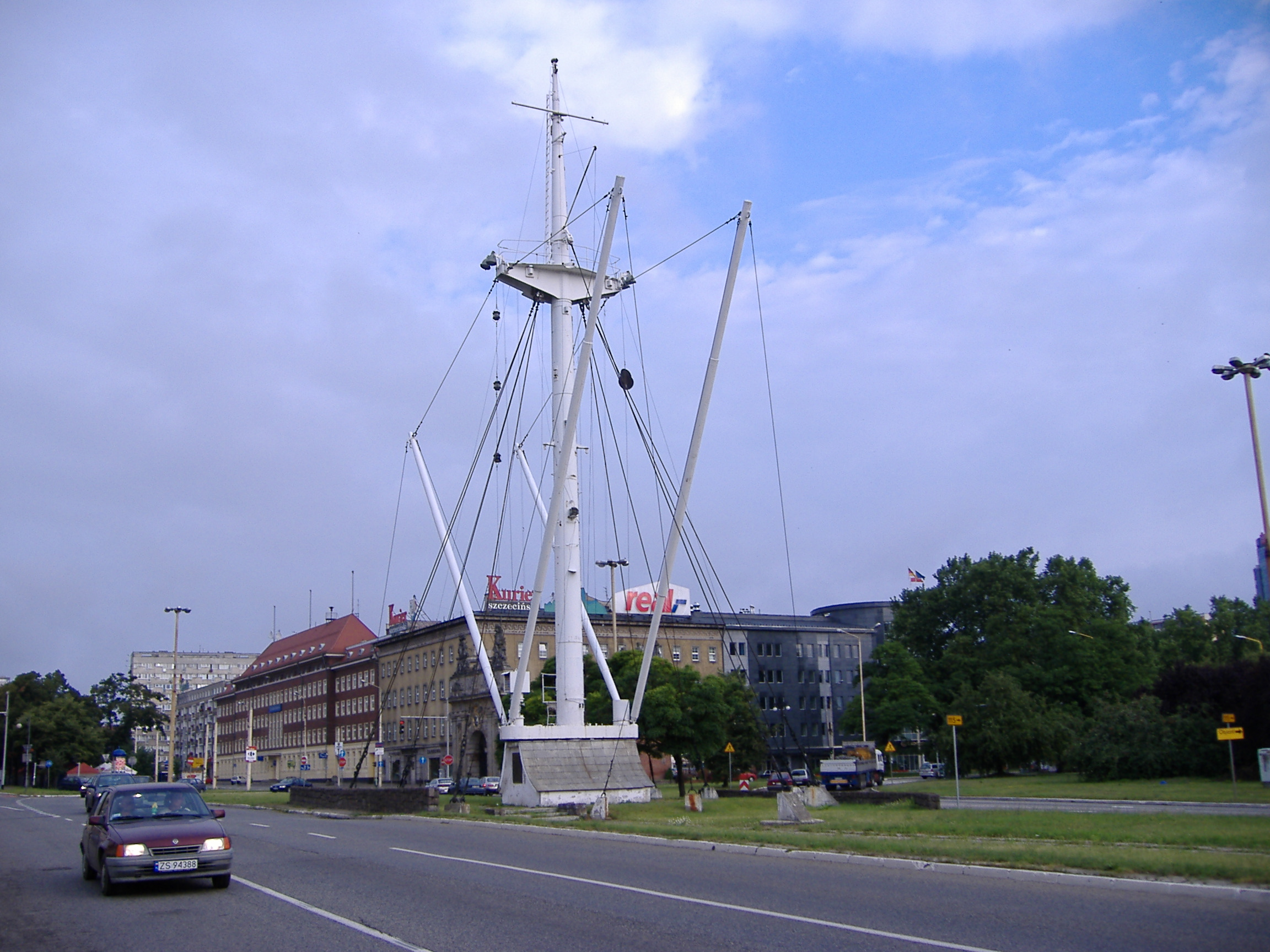
Monument de Szczecin

En son honneur, un navire polonais, l'ancien paquebot Wyoming de la Compagnie générale transatlantique a été renommé SS Kapitan K. Maciejewicz (pl) en 1973 et le mât de ce navire a été érigé en monument à Szczecin en 1990.

## Promotions militaires
- garde-marine (гардемарин)
- Mitchman (Мичман)
- Lieutenant (лейтенант)
- Premier-lieutenant (старший лейтенант)

## Décorations
- Croix d'Officier de l'Ordre Polonia Restituta (1935)
- Croix d'or du mérite (Złoty Krzyż Zasługi) (1931 et 1947)
- Médaille du 10e anniversaire de l'indépendance (1929)
- Médaille de la Commission de l'éducation nationale

## Postérité
Le nom de Konstanty Matyjewicz-Maciejewicz est donné aux:
- 25e équipe de scouts de Szczecin
- 39e équipe de scouts de Blachownia
- 404e équipe de scouts de Sochaczew
- école primaire no 56 à Szczecin
- école primaire no 8 à Kołobrzeg
- école primaire no 7 à Police
- groupe scolaire à Stepnica
- groupe scolaire à Rewal
- rues à Gdynia et Szczecin